# Jürgen Gjasula
Jürgen Gjasula (n. 5 decembrie 1985, Tirana, Albania) este un fotbalist neamț ce evoluează în prezent la MSV Duisburg.

## Carieră
Deși s-a născut în Albania, Gjasula și-a început cariera în orașul în care a crescut, la Freiburg, în 2003. În 2004 a semnat cu Kaiserslautern iar după 2 sezoane a părăsit Germania pentru Elveția, ajungând la FC St. Gallen. După ce a devenit golgheterul celor de la St. Gallen, Gjasula a fost adus pe 2 iunie 2008 la FC Basel, liber de contract. Pe 10 iulie 2008 a marcat primul său gol pentru Basel împotriva Legiei, scor 6-1 pentru echipa sa. Debutul în Swiss Super League l-a făcut într-o victorie a clubului său cu 2-1 împotriva rivalilor de la Young Boys Berna, în deplasare, pe 18 iulie 2008. Pe 30 iulie 2008 și-a făcut debutul în cupele europene împotriva lui IFK Göteborg, într-un meci de calificări pentru Liga Campionilor, terminat la egalitate, 1-1. Pe 18 iunie 2009 a fost lăsat liber de contract de noul antrenor Thorsten Fink, revenind în Germania la FSV Frankfurt.

## Viața personală
Fratele său, Klaus, este de asemenea fotbalist și evoluează la echipa a doua a celor de la MSV Duisburg.